# Belden Namah
Belden Norman Namah, né vers 1969, est un militaire puis homme d'affaires et homme politique papou-néo-guinéen.

## Biographie
Capitaine dans les Force de Défense de Papouasie-Nouvelle-Guinée, il est l'un des acteurs en 1997 de l'« affaire Sandline (en) », pression exercée par le major général Jerry Singirok (en) et d'autres officiers pour empêcher le gouvernement de faire appel à des mercenaires étrangers dans le cadre de la guerre civile de Bougainville. Arrêté, il est condamné à une peine de prison ferme pour sédition,,. Il bénéficie d'une libération conditionnelle en 2002, et est pardonné en 2005 par le gouverneur général Sir Paulias Matane sur demande du gouvernement du Premier ministre Sir Michael Somare.
Belden Namah devient alors homme d'affaires et fait fortune à la tête d'une entreprise privée d'exploitation forestière. Il entre au Parlement national comme député de Vanimo et sous les couleurs du Parti de l'alliance nationale, parti du Premier ministre Sir Michael Somare, aux élections de 2007. Il est nommé ministre de la Foresterie dans le gouvernement Somare le 29 août 2007. En juillet 2010 il quitte le parti et le gouvernement, rejoignant le Parti de la Papouasie-Nouvelle-Guinée du chef de l'opposition parlementaire, Mekere Morauta. Le 11 mai 2011, il est élu chef du parti et chef de l'opposition. 
En août 2011 il est nommé vice-Premier ministre ainsi que ministre de la Foresterie et du Changement climatique dans le nouveau gouvernement de Peter O'Neill, durant la crise constitutionnelle de 2011-2012. Il promet de limoger après les prochaines élections le respecté Kevin Conrad, ambassadeur pour l'Environnement, l'accusant de ne pas assez bien connaître le pays dans lequel il a pourtant grandi,. En décembre 2011, lorsque la Cour suprême déclare anticonstitutionnelle pour vice de procédure la formation du gouvernement O'Neill, Belden Namah fait irruption au tribunal avec des policiers en armes, fait arrêter le président de la Cour suprême Sir Salamo Injia (en) et le fait inculper pour sédition,. 
Réélu député aux élections de 2012 avec l'étiquette du Parti de la Papouasie-Nouvelle-Guinée, Belden Namah n'est pas inclus dans le gouvernement reconduit de Peter O'Neill, et redevient chef de l'opposition parlementaire. En décembre 2014, il est démis de cette fonction par les députés de l'opposition, qui élisent Don Polye à ce poste,. En avril 2019, il exprime sa colère que les deux principaux journaux du pays n'aient pas couvert une conférence de presse qu'il a donné, et menace de les « réguler » lorsque l'opposition arrivera au pouvoir. Il retrouve la direction de l'opposition en septembre 2019, mais Patrick Pruaitch lui succède en décembre 2020,.
Après les élections de 2022, auxquelles son Parti de la Papouasie-Nouvelle-Guinée obtient trois sièges, il se joint à la majorité parlementaire du gouvernement de James Marape, mais son parti ne se voit pas confier de ministère. Ayant rejoint l'opposition, en mars 2024 il est nommé ministre fantôme de la défense et des affaires étrangères dans le cabinet fantôme de l'opposition parlementaire que mène Douglas Tomuriesa,. Le 9 juillet, il quitte l'opposition et se joint à la majorité parlementaire pour être nommé ministre de la Culture et du Tourisme par James Marape.